# Playa Blanca (Lanzarote)
Playa Blanca es una localidad del municipio de Yaiza (Lanzarote, Canarias, España). Es una de las zonas turísticas de Lanzarote, junto con Costa Teguise y Puerto del Carmen. En 2023 la población era 13 205 habitantes.

## Situación
Se encuentra ubicada en el sur de Lanzarote, frente a la isla de Fuerteventura, en el llamado estrecho de la Bocaina. A poca distancia se encuentran algunos de los lugares más emblemáticos de la isla, entre los que destaca el Parque nacional de Timanfaya, el Parque natural de Los Volcanes, La Geria, las Salinas de Janubio, El Golfo (la laguna verde), Los Hervideros o los pueblos de Yaiza y de Las Breñas. Desde este último se puede observar una buena panorámica de Playa Blanca, con Fuerteventura al fondo. 

## Turismo
En las últimas décadas ha experimentado un notable y rápido crecimiento de la mano del sector turístico, gracias al desarrollo de una amplia oferta de ocio y entretenimiento, con numerosas excursiones y modalidades deportivas para su práctica, playas urbanas, centros comerciales, calles peatonales, pubs, discotecas y variada gastronomía en sus numerosos restaurantes temáticos. Cerca de esta localidad se encuentran las playas de Dorada, Flamingo y Papagayo, de gran afluencia turística.

## Comunicaciones
Cuenta con un puerto marítimo, con conexiones en ferry con la isla de Fuerteventura y dista unos 30 kilómetros del Aeropuerto César Manrique Lanzarote. además, en Playa Blanca esta la parte más meridional de la autopista de Lanzarote.

## Patrimonio

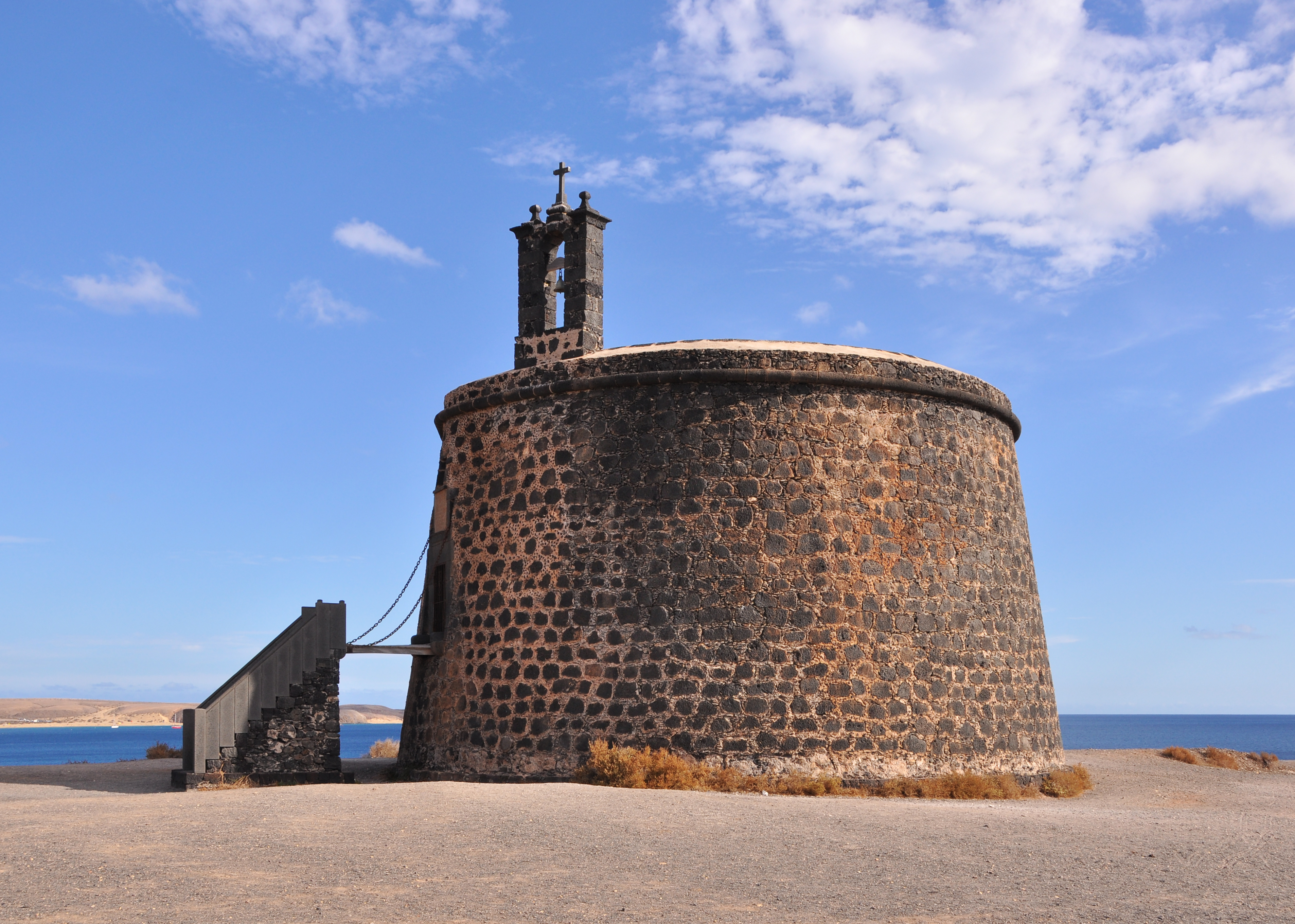
Torre de las Coloradas o del Águila.

En esta localidad se encuentra la «torre de las Coloradas o del Águila», declarada bien de interés cultural con categoría de monumento.Se construyó entre 1741 y 1744 como torre de defensa para hacer frente a las incursiones berberiscas. Fue atacado por los piratas argelinos en 1749, por lo que tuvo que ser reconstruido en 1769. 
Sobre la puerta principal hay una lápida de piedra en la que se lee: “reinando el señor Carlos III, mandado a estas Islas el Excelentísimo señor Don Miguel López Fernández de Heredia, mariscal de campo, se reedificó esta torre de San Marcial del Colorado, Punta del Águila. Año 1769”.

## Población
Playa Blanca cuenta en 2023 con 13 205 habitantes, lo que la convierte en la segunda entidad de población de Lanzarote, solo por detrás de la capital. Dicha población está distribuida en los siguientes núcleos: Castillo del Águila (262 habitantes), Las Coloradas (568), Costa de Papagayo (1338), Montaña Roja (5762), Playa Blanca (2740), San Marcial de Rubicón (649), Plan Parcial Playa Blanca (686) y diseminado (13).